# 三毛猫ホームズの大改装
『三毛猫ホームズの大改装』（みけねこホームズのリニューアル）は、日本の小説家赤川次郎によって1998年に発表された三毛猫ホームズシリーズの長編推理小説である。

## あらすじ
片山義太郎は、高校生の立石千恵に出会った。彼女は盛り場に出入りしていたのだが、義太郎の人柄にうたれて、悪い遊びをやめ、義太郎の彼女になる。千恵の父親で、売れっ子漫画家だったみつぐは、雇われてマンションの改装工事のための住民説得を行う。一方、平栗悟士は、雑誌のリニューアルの編集長を任され、マンションの改装工事に反対して脅迫を受けている老人を取材する。

## 主な登場人物
- 片山義太郎 - 警視庁捜査一課のダメ刑事
- 片山晴美 - 義太郎の妹
- 石津刑事 - 晴美に恋をする猫嫌いの刑事
- ホームズ - 三毛猫

## 書誌情報
- 『三毛猫ホームズの大改装』（光文社カッパノベルス、1998年12月） ISBN 4-334-07320-4
- 『三毛猫ホームズの大改装』（光文社光文社文庫、2001年12月） ISBN 4-334-73242-9
- 『三毛猫ホームズの大改装』（角川書店角川文庫、2011年05月） ISBN 978-4-04-387024-0

## 2012年のドラマ版
三毛猫ホームズシリーズを原作とする、相葉雅紀（嵐）主演のドラマ『三毛猫ホームズの推理』で、第7話で本作を実写化したが、他の回とは異なり登場人物の名前やストーリーが大幅に変更されている。